# Hypospilina pustula
Hypospilina pustula är en svampart som först beskrevs av Christiaan Hendrik Persoon, och fick sitt nu gällande namn av M. Monod 1983. Enligt Catalogue of Life ingår Hypospilina pustula i släktet Hypospilina, ordningen Diaporthales, klassen Sordariomycetes, divisionen sporsäcksvampar och riket svampar, men enligt Dyntaxa är tillhörigheten istället släktet Hypospilina, familjen Valsaceae, ordningen Diaporthales, klassen Sordariomycetes, divisionen sporsäcksvampar och riket svampar. Arten är reproducerande i Sverige. Inga underarter finns listade i Catalogue of Life.